# Kyffhäusers voetbalkampioenschap 1911/12
In 1911/12 werd het eerste Kyffhäusers voetbalkampioenschap gespeeld, dat georganiseerd werd door de Midden-Duitse voetbalbond. De competitie werd op 29 juli 1911 opgericht in Nordhausen en clubs uit de gemeente Nordhausen, Sangerhausen, Eisleben en Helfta mochten hieraan deelnemen. De voorgaande seizoenen speelden de clubs in de lagere reeksen van de Noord-Thüringse competitie. Eind oktober 1911 sloten zich ook acht clubs uit de regio Eichsfeld zich bij de competitie aan. Preußen Nordhausen werd de eerste kampioen, maar dit jaar mocht de club nog niet deelnemen aan de  Midden-Duitse eindronde. 

## 1. Klasse
| Plaats | Club                      | Wed. | W | G | V | Saldo | Ptn.  |
| ------ | ------------------------- | ---- | - | - | - | ----- | ----- |
| 1.     | FC Preußen Nordhausen     | 6    | 4 | 0 | 2 | 12:03 | 08:04 |
| 2.     | VfB Sangerhausen          | 6    | 3 | 1 | 2 | 10:08 | 07:05 |
| 3.     | SV Wacker-Mars Nordhausen | 6    | 3 | 0 | 3 | 13:14 | 06:06 |
| 4.     | BSC 1907 Sangerhausen     | 6    | 0 | 1 | 5 | 07:17 | 01:11 |

- De wedstrijd VfB Sangerhausen-Preußen Nordhausen werd niet gespeeld en als nederlaag voor beide teams geteld.

|  | Kampioen |